# Vöröstejű rizike
A vöröstejű rizike (Lactarius sanguifluus) a galambgombafélék családjába tartozó, Eurázsiában honos, fenyvesekben élő, ehető gombafaj. 

## Megjelenése
A vöröstejű rizike kalapja 5 - 10 cm széles, alakja fiatalon domború, később közepe benyomottá, sőt tölcséressé válik. Széle begöngyölt, még idősen is lefelé ívelő.  Felülete sima, tapadós. Színe halvány okkersárga, narancsokkeres, idősen zölden foltosodik. Körkörösen zónázott lehet, néha csak részlegesen. 
Húsa vastag, tömör, színe halvány okkersárga. Sérülésre vörös tejnedvet ereszt, ami kb. 20 perc után zöldül. Íze enyhe, néha kesernyés; szaga nem jellegzetes vagy kissé gyümölcsös.
Sűrű lemezei tönkhöz nőttek vagy kissé lefutók. Színük halvány borvörös, rózsaszínes-barnás éllel. 
Tönkje 2-3,5 cm magas és 1-2 cm vastag. Alakja vaskos, belül eleinte tömör, idősen üregesedik. Felszíne sima. Színe fehéres, halványbézs, borvörös árnyalattal, néha szabálytalan sötétebb foltokkal. 
Spórapora halvány okkersárga. Spórája nagyjából gömbölyű vagy széles ellipszoid, felszíne hálózatosan díszített, mérete 7,9-9,5 x 8,0-8,8 um.

### Hasonló fajok
Az ízletes rizike és a vörösödőtejű rizike hasonlít hozzá. 

## Elterjedése és termőhelye
Eurázsiában honos. Magyarországon gyakori.
Meszes talajú fenyvesekben él, kéttűs fenyők alatt. Október-novemberben terem. 

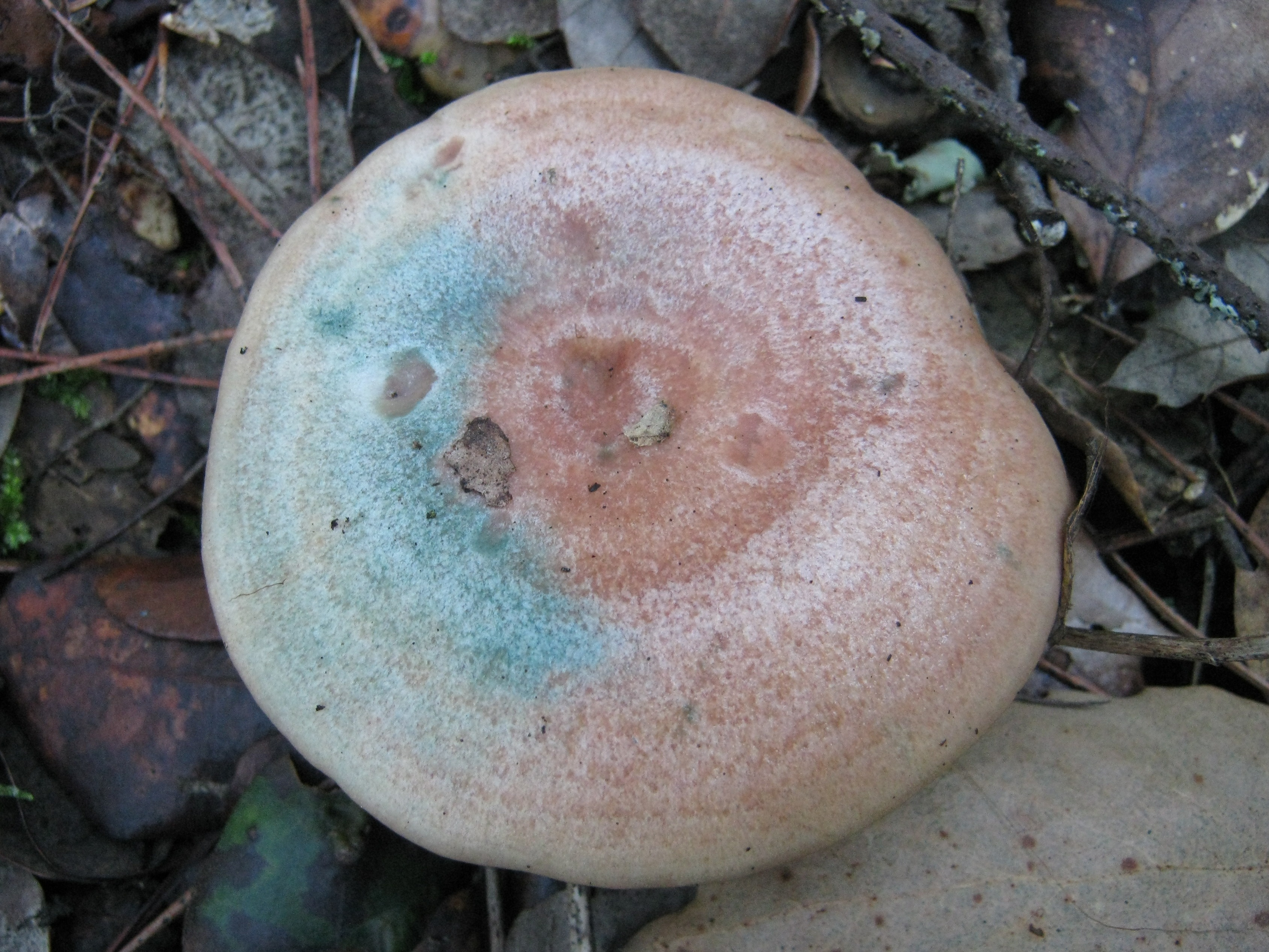
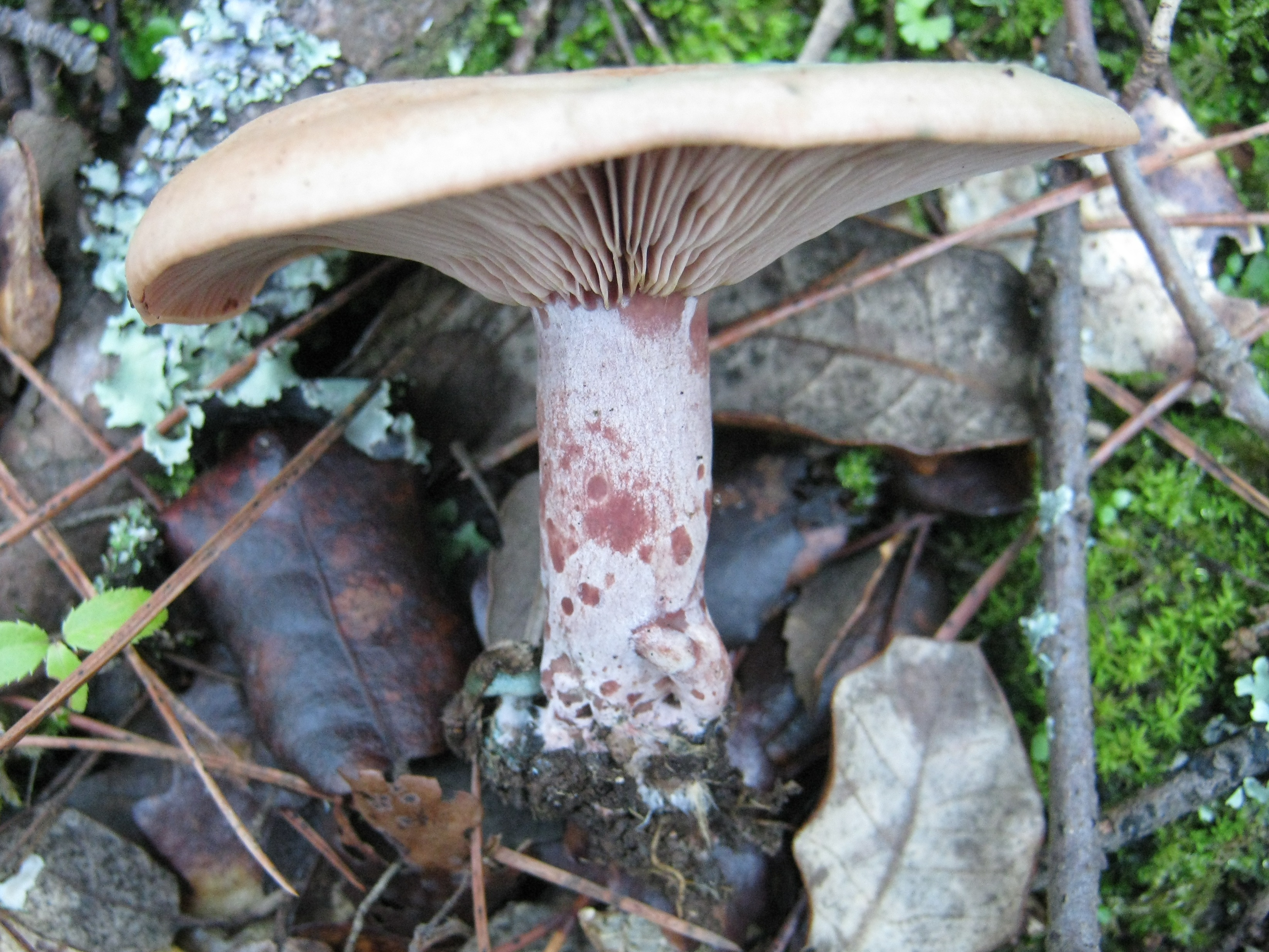
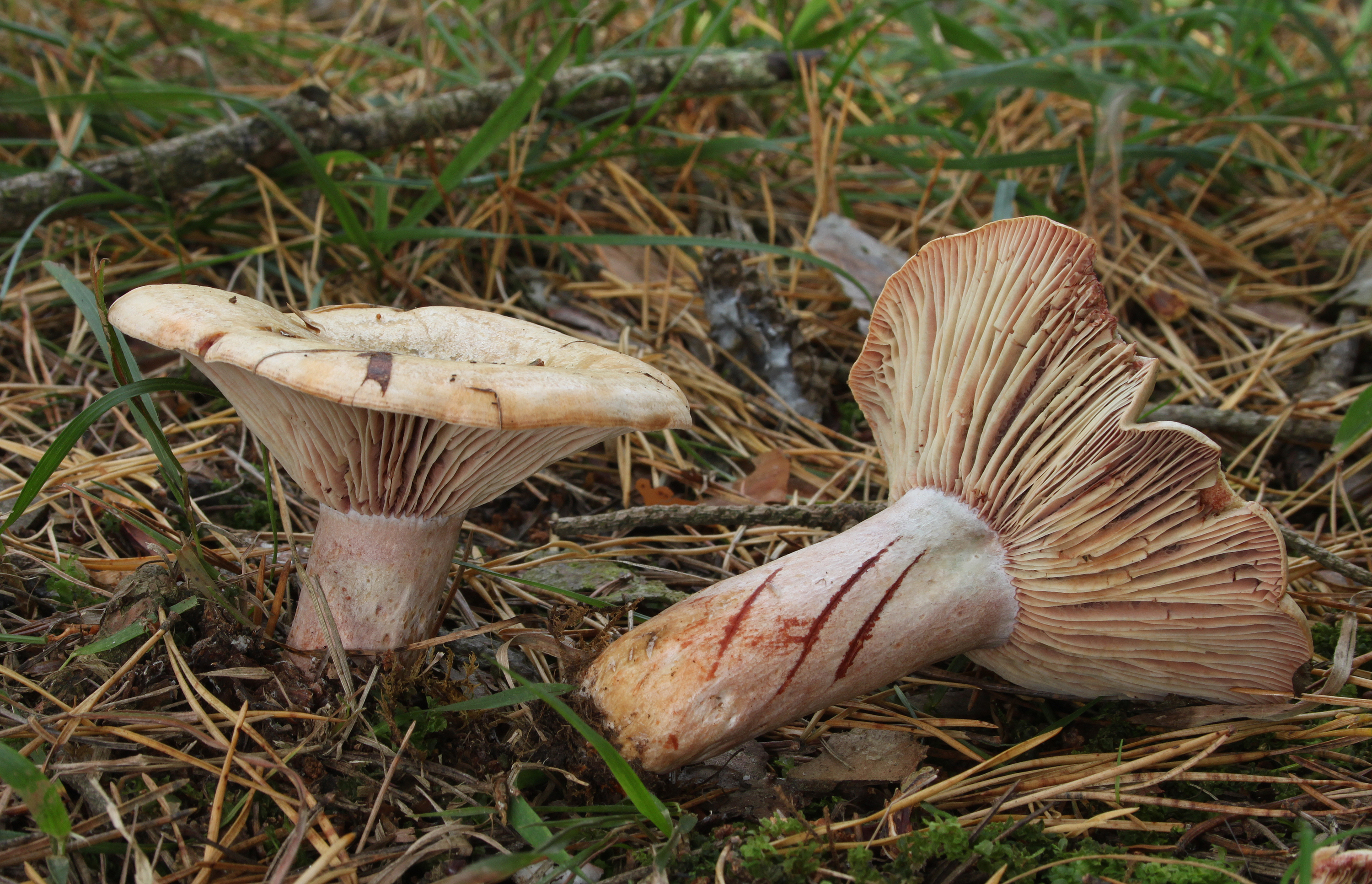
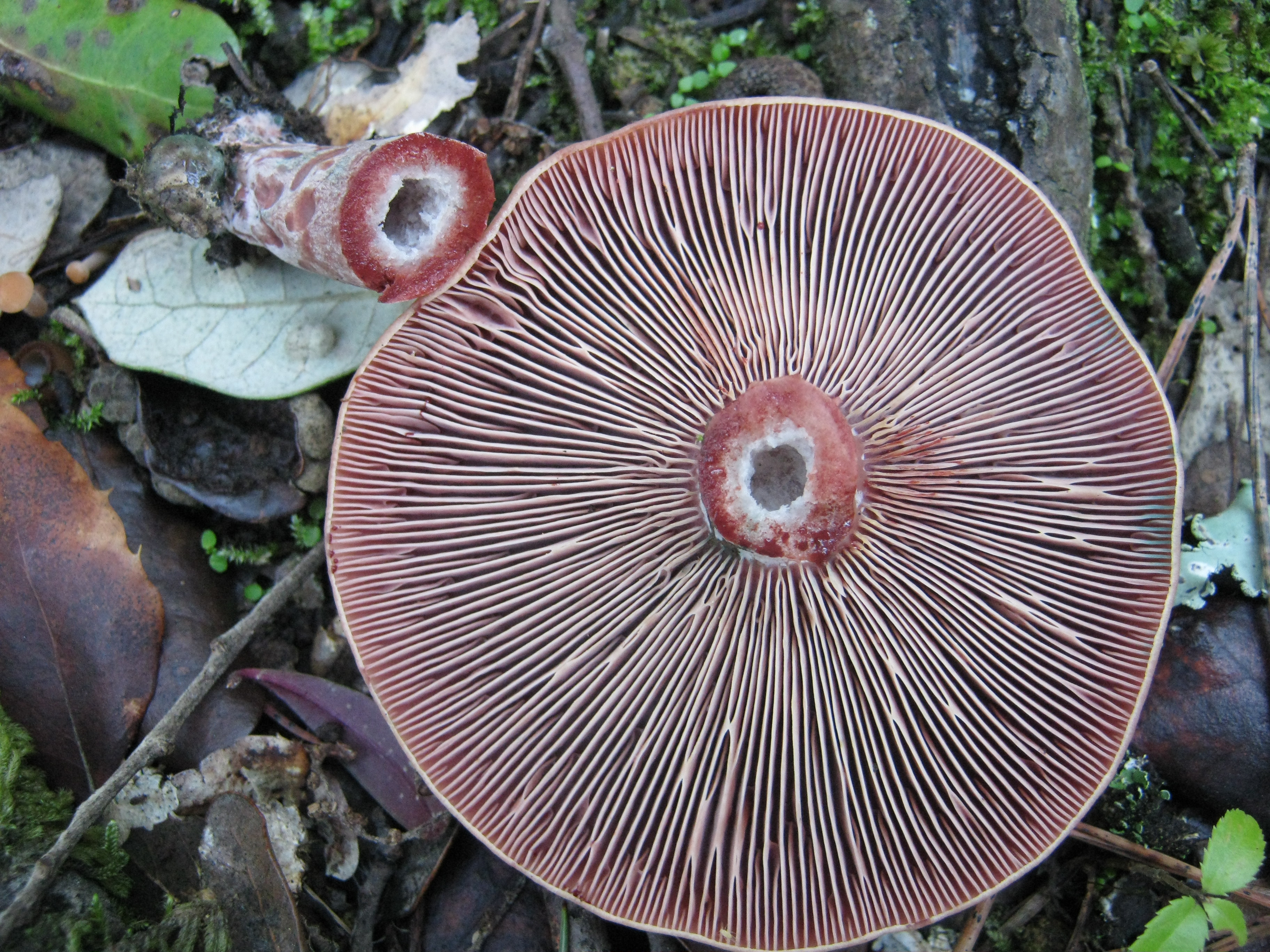
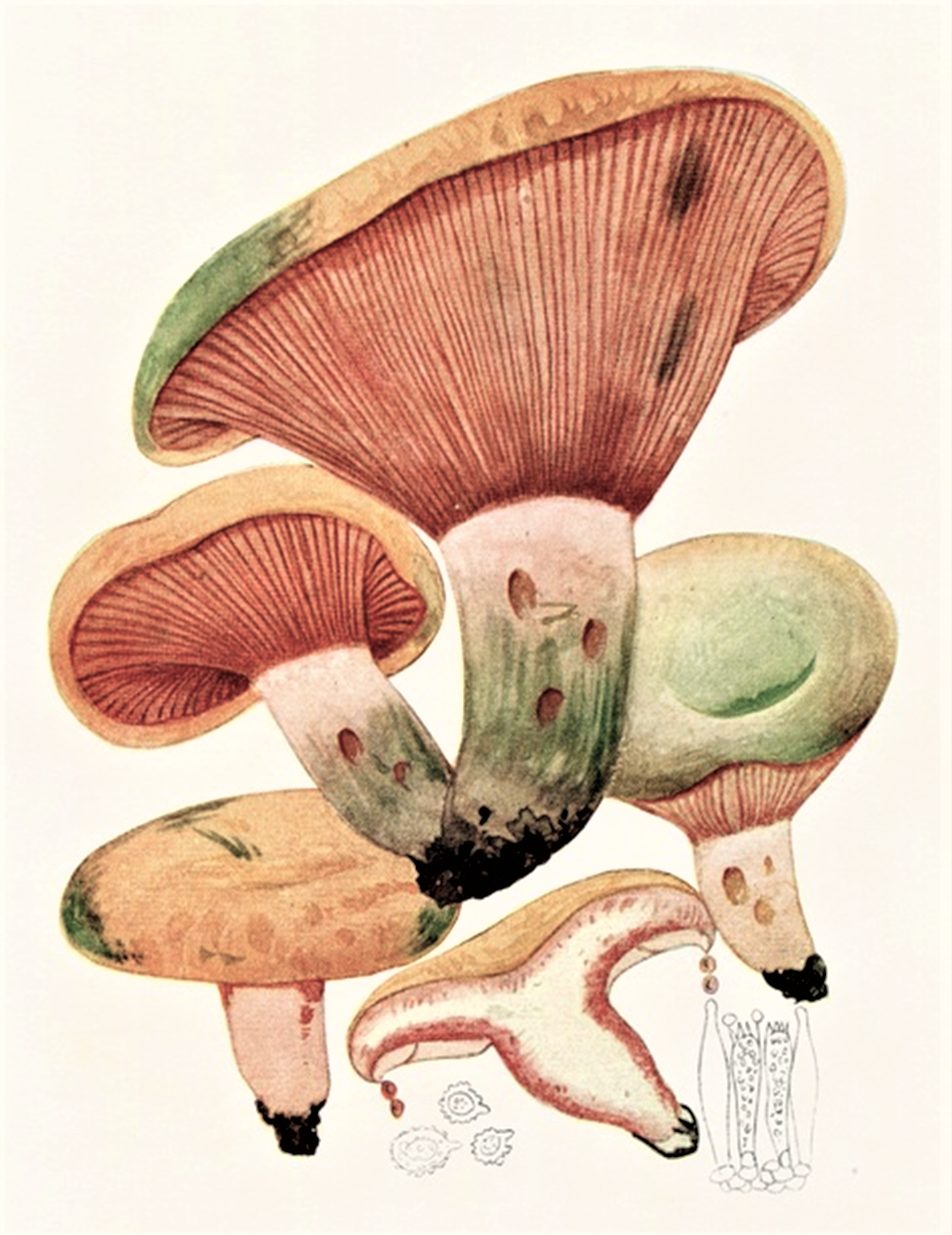

Ehető.